# 約翰·克利福德·威金森
約翰·克里多福·威金森（John Clifford Wilkinson，1848年—1923年），英國企業家、威金森碳酸水創辦人，同時也是「碳酸」一詞的創始者。

## 生平
1848年，威金森出生於英國里茲。1872年，24歲的威金森造訪日本。1889年，威金森於兵庫縣寶塚打獵時，發現了天然礦泉，並送回倫敦進行分析。化驗結果出爐，是食品級的優良水質，威金森決定將它帶給更多人，從此開啟創業之路。

## 創業

### 仁王印水
1890年，威金森從英國引入先進設備，以「仁王印ウォーター（仁王印水）」之名開始販售日本第一瓶碳酸水；更創造「碳酸」一詞，作為商標使用於包裝。除了日本國內販售外，更銷售到海外27個國家，受到世界大眾的喜愛。

### 威金森碳酸水
1904年，「仁王印ウォーター（仁王印水）」改名為「ウヰルキンソン・タンサン（威金森碳酸）」，制定了碳酸水的賞味高標，以強勁、細緻、持久且不具礦物質雜味的氣泡，打造出專屬的生活群像與態度。
1989年，品牌片假名修訂為「ウィルキンソン・タンサン（威金森碳酸） 」。